# Tecno-rumba
La tecno-rumba, aussi orthographié tecno rumba ou techno-rumba, est un genre musical d'origine espagnole qui fusionne de la technopop avec des sonorités inspirées de la rumba flamenca. Bien que ce type de mélange ait commencé à être fait dans les années 1970 et 1980, le terme de tecno-rumba est utilisé depuis la seconde moitié des années 1990 pour définir un style musical initié par le groupe Camela, auquel une succession de groupes et d'artistes en solo ont également adhéré.
Le genre a été largement critiqué, associé à des productions à faible budget et à des ventes à la sauvette. Cependant, il finit par être reconnu grâce à l'énorme succès de Camela.

## Histoire

### Années 1980
En 1983, Remedios Amaya a été pionnière dans ce type de métissage avec la chanson Quien maneja mi barca qu'elle a présentée au Concours Eurovision de la chanson. Plus tard, Azúcar Moreno, avec la collaboration de Raúl Orellana, enregistre des chansons similaires telles que Porque te quiero, Debajo del olivo, Carne de melocotón ou Bandido (qui était également une chanson de l'Eurovision) avant de changer de style dans les années 1990. D'autres artistes de rumba et de flamenco, comme Los Chichos, Los Chunguitos, Sombra y luz, Los Calis, Ricardo Gabarre, ou Tijeritas ont également timidement utilisé la musique électronique dans certaines de leurs chansons.

### Années 1990—2020
Au début des années 1990, Azuquita apporte ce qu'il appelle la rumbakalao, en reprenant des chansons de figures de la techno avec des touches d'éléments de rumba. Cependant, le terme de tecno-rumba est surtout utilisé pour définir le style musical introduit par le groupe espagnol Camela en 1994. En fait, il s'agit d'un concept médiatique, car bien que ce genre soit notoirement influencé par la rumba flamenca, il s'agit d'une sorte de technopop avec un caractère flamenco.
Le groupe Camela, considéré par les médias de « rois de la tecno rumba » (reyes de la tecno rumba),, est le plus connu du genre,,,,,,. Avec leurs deux premiers albums, Lágrimas de amor et Sueños inalcanzables, ils connaissent lentement le succès, avec très peu de soutien discographique. Le troisième, Corazón indomable, est déjà sorti et connu comme un phénomène de masse. Au cours des premières années qui ont suivi les débuts de Camela, de nombreux groupes et artistes en solo sont apparus, exploitant des variantes de la même formule, qui a fini par être considérée comme un mouvement musical. Parmi ces groupes et artistes en solo notables du genre, on peut inclure Calaitos, Rios de Gloria, Chalay, Kayma, Piel Morena, Kalentura, Corazones, et Grego, entre autres. Parmi les producteurs de techno rumba les plus récurrents, on trouve des musiciens tels que Daniel Muneta, Jose A. Granados, Mario del Castillo, Francisco Carmona, Octavio Cruz, José Gonzalez (Sindo), Juan José Puntas, Javier Suárez (Yarei), Leonardo Dantés et Jose Miguel Álvarez.
La tactique de distribution quia été utilisée au début consistait d'une part à publier un album aux caractéristiques et au prix standard, destiné aux magasins spécialisés, et d'autre part, à publier des formats bon marché (généralement sur cassette audio), composés de chansons de l'album et parfois de morceaux inédits. Ces formats étaient envoyés aux secteurs alternatifs. Cette méthode a permis aux groupes de faire connaître leur travail à un public plus diversifié, leur impact publicitaire étant plutôt modeste.